# Gayab
Gayab (en hindi: गाय़ब, en inglés: Disappear or Vanished, en español: Desaparecer o Esfumarse) es una película de suspenso sobrenatural y fantasía india de 2004 dirigida por Prawaal Raman y producida por Ram Gopal Varma. Los principales protagonistas son las estrellas Tusshar Kapoor y Antara Mali. La película tuvo un éxito de taquilla moderado y fue adaptada en tamil como Jithan.

## Argumento
Vishnu Prasad (Tusshar Kapoor) es un nerd para nada apreciado. Su madre lo fastidia y su padre lo ignora. Está enamorado de su vecina Mohini (Antara Mali), pero ella ya tiene un novio, Sameer (Raman Trikha). Vishnu ve a Mohini en un café con Sameer. Mientras Sameer va a tomar bebidas, los ojos de Mohini se cruzan con los de Vishnu. Un Vishnu tímido y nervioso accidentalmente guiña a Mohini, lo que irrita a Sameer y va a golpearlo. Vishnu estalla en lágrimas. Triste y deprimido de su vida va a una playa.
Enojado con Dios por la vida que le ha dado, Vishnu le pide a la estatua que le haga desaparecer del mundo para no causar más problemas. Cuando llega a casa, descubre que Dios tomó su deseo literalmente y lo volvió invisible. Emocionado y feliz Vishnu tiene muchas oportunidades para espiar a Mohini y mete en varios problemas a su novio. Se da cuenta de que no puede usar otra ropa que las que llevaba el día en que recibió la bendición porque esas eran las únicas ropas que se vuelven invisibles con él. Cuando Vishnu ve que su padre está preocupado por él y también debido a su esposa lo regaña, le dice a su padre acerca de su secreto y lo tranquiliza. Él juega el papel de un fantasma invisible para enseñar a su madre una lección. Su madre se asusta pensando que el fantasma es de su difunto suegro y se desmaya. Vishnu piensa que necesita dinero para impresionar a Mohini. Así que roba un banco y le trae todo el dinero, pero Mohnini está sorprendida y aterrorizada. Vishnu decide contarle todo. Mohini se enoja y le dice a Vishnu que la deje sola ya que ella está enamorada de Sameer.
Vishnu, solo y afligido, se emborracha y vaga por las calles. Los medios de comunicación inventan historias increíbles después del robo de un banco hecho por una "fuerza invisible" y tratan de obtener más información. El departamento de policía toma medidas e intenta perseguir al "hombre invisible". Sameer decide salir de la ciudad con Mohini antes de que Vishnu vuelva a buscarlos de nuevo, pero no pueden hacerlo. Así que se esconden y Vishnu exige que la policía le traiga Mohini o de lo contrario hará estragos en toda la ciudad.
Él también los amenaza perturbando cómicamente las calles y una porción de la ciudad. La policía encuentra a Mohini y le suplica que los ayude a encontrar y matar a Vishnu antes de que se convierta en un asesino invisible y una amenaza para toda la nación. Mohini se compromete a ayudar en la misión y se va a un edificio abandonado para cumplir con Vishnu, como lo exigió él. Mientras Mohini desvía la atención de Vishnu al involucrarlo en una conversación, los policías rodean el lugar para capturarlo. Vishnu le dice a Mohini que siempre ha estado equivocado y que siempre la ha amado. Le dice que se ha dado cuenta de que amarla no significa que tenga control sobre su vida. Mohini está impresionada por sus palabras y se da cuenta de que no es una mala persona.
Ella decide salvarle la vida y le dice que huya ya que los policías ya están en el edificio. Vishnu corre por su vida y se sumerge en un río mientras los policías le disparan. Minutos después, las ropas de Vishnu (ahora visibles) son las únicas cosas que salen a la superficie. Pero su cuerpo no se encuentra. Vishnu es presuntamente muerto por la policía y los medios de comunicación. Pocos días después, Sameer y Mohini vuelven a encontrar a Vishnu en el lado del mismo río en el que supuestamente se ahogó. Vishnu se disculpa con ellos por cualquier mal que les hizo y decide llevar una vida normal. Vishnu es arrestado y enfrenta un juicio. Culpable de sus actos, pasa poco tiempo en la cárcel y luego es liberado. Muchos meses más tarde, Vishnu es reconocido por la nación como un héroe y ayuda a la policía a resolver varios casos mientras sigue liderando una vida invisible pero normal.

## Reparto
Los siguientes son los actores acreditados de la película:
- Tusshar Kapoor es Vishnu Prasad.
- Antara Mali es Mohini.
- Raman Trikha es Sameer.
- Raghuveer Yadav es el padre de Vishnu.
- Rasika Joshi es la madre de Vishnu.
- Govind Namdeo es el inspector Rane.

## Banda sonora
La banda sonora cuenta con siete canciones compuestas por Ajay-Atul.
Lista de canciones:

| N.º   | Título            | Música                         | Duración |  |
| 1.    | «Gayab Hoke»      | Kunal Ganjawala                | 5:14     |  |
| 2.    | «Tanha»           | Sonu Nigam                     | 6:03     |  |
| 3.    | «Dilkash»         | Shweta Pandit, Kunal Ganjawala | 5:28     |  |
| 4.    | «Main Love Tumse» | Vinod Rathod                   | 4:21     |  |
| 5.    | «Superman»        | Sunidhi Chauhan                | 3:55     |  |
| 6.    | «Rampage Notes»   | Instrumental                   | 3:07     |  |
| 7.    | «Ek Hasina Thi»   | Dominique, Zubeen              | 5:32     |  |
| 33:40 |                   |                                |          |  |